# Emily Vogel
Emily Charlot Vogel (* 26. April 1998 in Buxtehude als Emily Bölk) ist eine deutsche Handballspielerin, die dem Kader des ungarischen Vereins Ferencváros Budapest angehört. Sie wurde zur Handballerin des Jahres 2018, 2019 und 2023 gewählt.

## Karriere

### Im Verein
Emily Vogel trainierte im Jahr 2002 erstmals bei der Mini-Mix vom Buxtehuder SV mit. In den folgenden Jahren durchlief die Rückraumspielerin mehrere Jugendmannschaften beim BSV, mit denen sie 2008, 2009, 2010 sowie 2012 die Hamburger Meisterschaft gewann. Ab dem Sommer 2012 besuchte Vogel für ein Jahr die Sports Academy im dänischen Viborg und spielte im Jugendbereich in der ersten dänischen Division.
Vogel kehrte im Sommer 2013 zum Buxtehuder SV zurück, wo sie in der Saison 2013/14 sowohl in der B-Jugend als auch in der A-Jugend spielte. Mit der A-Jugend gewann Vogel die Bronzemedaille bei der deutschen Meisterschaft und kurz darauf mit der B-Jugend die Goldmedaille bei der deutschen Meisterschaft. Vogel wurde 2014 mit dem Erhard-Wunderlich-Preis als beste Nachwuchsspielerin Deutschlands ausgezeichnet.

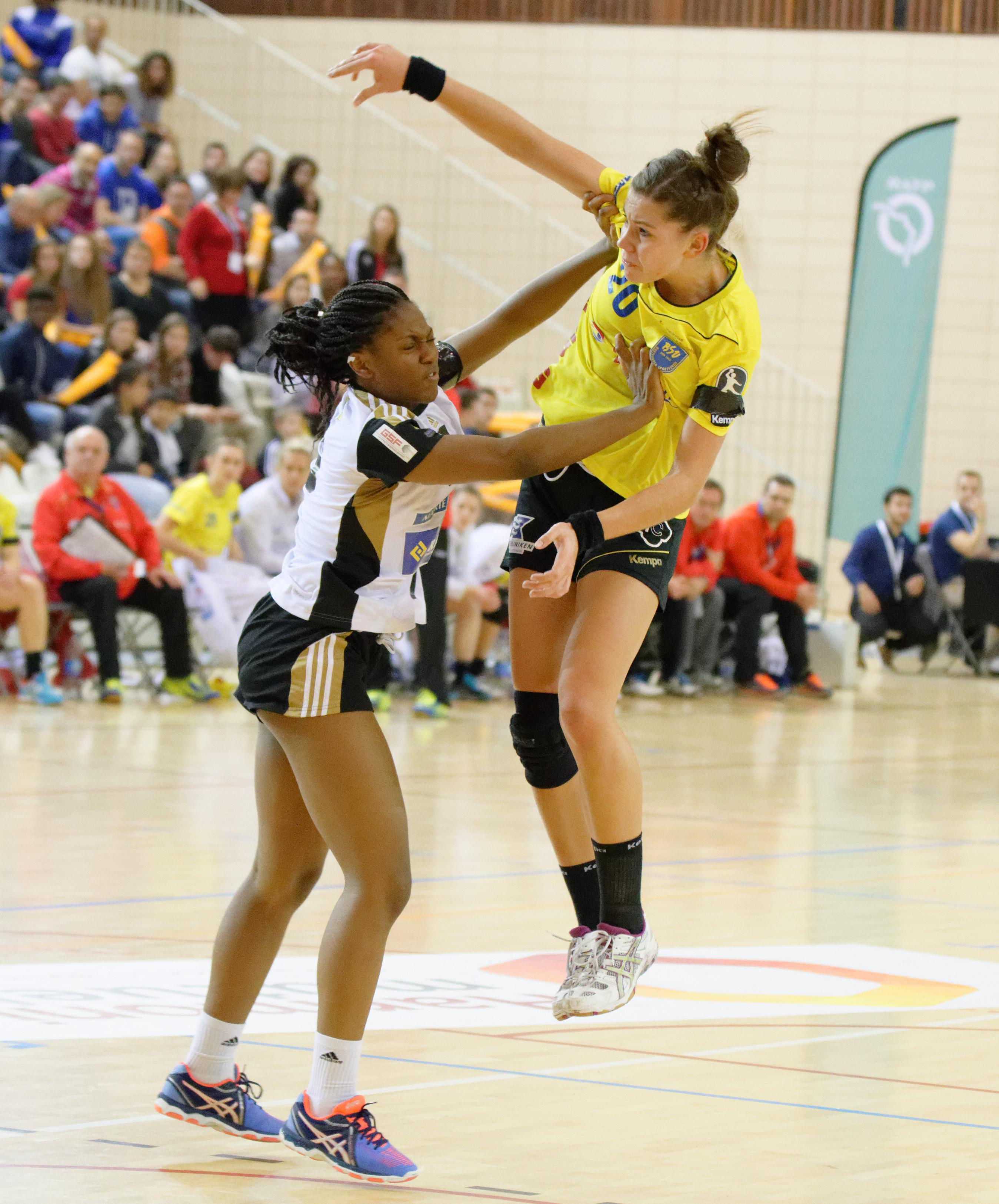
Emily Vogel bei einem Sprungwurf

Vogel gehörte ab der Saison 2014/15 dem Kader der in der Bundesliga spielenden Damenmannschaft an. Am 7. September 2014 erzielte sie bei ihrem Bundesliga-Debüt vier Treffer gegen den HC Leipzig. Am 15. November 2014 bestritt Vogel ihr erstes Europapokalspiel gegen VOC Amsterdam, in dem sie zehn Tore warf. Mit der A-Jugend des BSV gewann sie 2015 die Bronzemedaille bei der deutschen Meisterschaft. Im selben Jahr gewann sie mit der Damenmannschaft den DHB-Pokal. In der Saison 2015/16 zog Vogel mit der A-Jugend erneut in das Finalturnier um die deutsche Meisterschaft ein. Mit Buxtehude gewann sie den A-Jugend-Meistertitel und wurde weiterhin zur besten Spielerin des Turniers gewählt. Mit dem BSV gewann sie 2017 zum zweiten Mal den DHB-Pokal. Für Buxtehude erzielte sie 406 Tore in 99 Bundesligaspielen.
Vogel wechselte im Sommer 2018 zum Bundesligisten Thüringer HC. Am 1. September 2018 gewann sie mit dem THC den DHB-Supercup. Am 7. Oktober 2018 spielte Vogel erstmals in der EHF Champions League. Bei der 26:28-Heimniederlage des THC gegen den kroatischen Vertreter ŽRK Podravka Koprivnica warf sie zwei Tore. Mit dem THC gewann sie den DHB-Pokal 2019. Im Finale erzielte sie gegen die SG BBM Bietigheim in der Schlusssekunde den entscheidenden Treffer zum 24:23. In der Saison 2018/19 belegte sie mit 151 Treffern den vierten Platz in der Torschützenliste der Bundesliga. Zum Zeitpunkt des Saisonabbruchs in der Saison 2019/20 aufgrund der COVID-19-Pandemie hatte sie in 17 Ligaspielen 74 Treffer erzielt.
Vogel läuft seit der Saison 2020/21 für den ungarischen Erstligisten Ferencváros Budapest auf. Mit Ferencváros gewann sie 2021 die ungarische Meisterschaft. Hinter Angela Malestein (136 Tore) war sie mit 124 Treffern die zweiterfolgreichste Torschützin ihrer Mannschaft. Im folgenden Jahr gewann Vogel mit Ferencváros den ungarischen Pokal. Im Finale erzielte sie vier Tore beim 26:22-Erfolg gegen Győri Audi ETO KC. Im darauffolgenden Jahr verteidigte sie mit FTC erfolgreich den Pokaltitel. Weiterhin stand sie mit Ferencváros im Finale der EHF Champions League. Auf dem Weg ins Finale erzielte Vogel im Halbfinalspiel gegen den dänischen Verein Team Esbjerg kurz vor dem Anpfiff den spielentscheidenden Treffer zum 30:29-Sieg.
Emily Vogel gewann im Jahr 2024 zum dritten Mal in Folge den ungarischen Pokal. Weiterhin errang sie im selben Jahr den ungarischen Meistertitel. Im ungarischen Pokalfinale 2025 setzte sie sich mit ihrer Mannschaft im Siebenmeterwerfen erfolgreich gegen Győri Audi ETO KC durch.

### In Auswahlmannschaften
Vogel gehörte ab 2009 der Hamburger Landesauswahl an, wo sie anfangs dem Kader der 1997er-Auswahlmannschaft angehörte. 2011 nahm sie mit der Auswahlmannschaft am EWE-Cup teil, welchen die Hamburger Auswahl gewann. Sie wurde bei diesem Wettbewerb in das Allstar-Team gewählt. Daraufhin nahm sie dreimal mit der Hamburger Landesauswahl am DHB-Länderpokal teil. Mit der 96er-Auswahl belegte sie 2002 den fünften Platz, mit der 97er-Auswahl 2013 den dritten Platz und mit der 98er-Auswahl 2014 den ersten Platz. Beim Pokalerfolg 2014 wurde sie in das Allstar-Team des Länderpokals nominiert.
Vogel nahm 2012 sowie 2013 an der DHB-Sichtung am Bundesleistungszentrum in Kienbaum teil und wurde bei beiden Sichtungen ins Allstar-Team berufen. Am 9. Februar 2013 bestritt sie gegen Österreich ihr erstes Länderspiel für die deutsche U17-Nationalmannschaft. Im Sommer 2013 nahm sie an der U17-Europameisterschaft in Polen teil und belegte dort mit der deutschen Auswahl den zehnten Platz. Ein Jahr später errang sie mit Deutschland die Silbermedaille bei der U18-Weltmeisterschaft in Mazedonien. Vogel, die im Achtelfinale 22 Tore zum Erfolg gegen Portugal beitrug, wurde nach dem Turnier zur wertvollsten Spielerin gekürt. 2015 nahm Vogel an der U19-Europameisterschaft in Spanien teil, wo sie mit Deutschland nach der Hauptrunde ausschied.
Vogel gab am 5. Juni 2016 beim EM-Qualifikationsspiel gegen Island ihr Debüt für die deutsche Nationalmannschaft. In diesem Spiel erzielte sie per Siebenmeter ihren ersten Treffer im Nationaltrikot. Da sie im Juli 2016 für einen Lehrgang der DHB-Nationalmannschaft nominiert war, nahm Vogel nicht an der U20-Weltmeisterschaft in Russland teil. Die Europameisterschaft 2016 in Schweden war ihr erstes Turnier mit der A-Nationalmannschaft, mit der sie den sechsten Platz belegte.
Bei der Weltmeisterschaft 2017 im eigenen Land stand Vogel aufgrund einer Fußverletzung anfangs nicht im Kader der Nationalmannschaft. Erst beim dritten Vorrundenspiel gegen Serbien wurde sie vom Nationaltrainer Michael Biegler nachnominiert. Mit Deutschland schied sie im Achtelfinale aus. Insgesamt erzielt sie fünf Treffer in vier Partien. Ein Jahr später belegte sie den 10. Platz bei der Europameisterschaft in Frankreich. Vogel erzielte in 6 Spielen 20 Treffer. Die WM 2019 schloss sie mit der deutschen Auswahl auf dem achten Platz ab, wodurch die Teilnahme am Qualifikationsturnier der Olympischen Spiele 2020 knapp verpasst wurde. Mit 37 Treffern belegte Vogel den 24. Platz in der Torschützenliste. 2022 verpasste die deutsche Mannschaft bei der Europameisterschaft den Einzug ins Halbfinale. Im entscheidenden letzten Hauptrundenspiel unterlag Deutschland gegen Kroatien mit 20:23.
Im Juni 2021 wurde Vogel von Henk Groener als Mannschaftskapitän der DHB-Auswahl berufen. Dieses Amt übt sie bis  Ende Februar 2025 gemeinsam mit Alina Grijseels aus. Bei der ein halbes Jahr später stattfindenden Weltmeisterschaft 2021 erreichte sie mit der deutschen Auswahl das Viertelfinale, in dem die Mannschaft gegen den Gastgeber Spanien ausschied. Vogel erzielte im Turnierverlauf 15 Treffer. Bei der Europameisterschaft 2022, bei der sie mit 28 Toren die zweiterfolgreichste deutsche Torschützin war, belegte Deutschland den siebten Platz. Ein Jahr später belegte sie mit Deutschland bei der Weltmeisterschaft den sechsten Platz. Vogel erzielte 20 Treffer. Im Jahr 2024 nahm sie an den Olympischen Spielen in Paris teil.

## Privates
Ihre Mutter Andrea sowie ihr Vater Matthias spielten beide professionell Handball; Erstere holte mit der Nationalmannschaft bei der Weltmeisterschaft 1993 den letzten deutschen WM-Titel. Ihre Großmutter Inge Stein lief für die Handballnationalmannschaft der DDR auf, während ihr Großvater Klaus-Peter Stein als Fußballspieler in der DDR-Oberliga aktiv war. Ihre jüngere Schwester spielte ebenfalls Handball. Am 28. Juni 2025 heiratete sie den ungarischen Wasserballspieler Simon Vogel.